# At the Drive-In
At the Drive-In est un groupe de post-hardcore américain, originaire d'El Paso, au Texas. Il est formé en 1993, séparé en 2001, puis reformé en janvier 2012. Le nom du groupe est tiré de la chanson Talk Dirty to Me de Poison.
Principalement influencés par des groupes comme Fugazi et Drive Like Jehu, ATDI a composé des chansons épiques, post-hardcore, voire stadium rock, aux mesures complexes et aux paroles énigmatiques.

## Biographie

### Débuts etAcrobatic Tenement(1993–1997)
At the Drive-In est formé en 1993 par le guitariste Jim Ward et le chanteur Cedric Bixler-Zavala.
Le premier enregistrement studio de ce nouveau groupe s'intitule Hell Paso (Western Breed), un EP publié en novembre 1994. La réputation de leur jeu de scène, sorte de mélange de salsa hardcore et de gesticulations chaotiques ont permis au groupe de survivre à ses débuts.
Leur premier album, Acrobatic Teenement sort en 1994, enregistré avec de très faibles moyens. Cedric Bixler est au chant, Omar Rodríguez à la basse, Ryan Sawyer à la batterie, Jim Ward (en) et Adam à la guitare. Après une tournée de trois mois, un nouveau bassiste et batteur sont recrutés. ATDI acquiert ainsi sa structure définitive, Omar Rodríguez passant à la guitare, les nouveaux Paul Hinojos à la basse et Tony Hajjar à la batterie. S'ensuit l'enregistrement de ¡Alfaro Vive, Carajo!, deuxième EP aux sonorités très punk, publié en juin 1995. Le groupe effectue une autre tournée, avec un Ford Econoline pendant 42 jours et parcourant 10 000 miles.
En 1998, ils enregistrent In Casino Out, chez Fearless, qui marque le tournant du groupe,. ATDI trouve véritablement son style, à savoir un rock énergique, puissant mais sincère, avec des parties de guitares qui frôlent l’expérimental, mais gardant toute leur puissance. L'album est un véritable succès, et les membres d'ATDI passent alors professionnels.

### In/Casino/Outet séparation (1998–2001)
At the Drive-In commence les enregistrements d'un nouvel album, In/Casino/Out, le 3 juin 1998. Avec le producteur et mixeur Alex Newport, le groupe passe quatre jours à enregistrer chez Doug Messenger, à North Hollywood, Revolver Recordings à Costa Mesa avec l'ingénieur-son Andy Troy de Fearless Records, et deux jours supplémentaire de mixage à Paramount, Hollywood.
In/Casino/Out est publié le 18 août 1998, et le groupe tourne presque non-stop entre juillet et septembre, avec des groupes comme Knapsack et The Murder City Devils. At the Drive-In prend deux mois de pause jusqu'en mars 1999, puis effectuent une apparition avec Jimmy Eat World aux États-Unis, avant de tourner en Europe dans onze pays. À leur retour aux États-Unis, At the Drive-In joue quelques concerts avant de revenir en studio pour enregistrer un EP intitulé Vaya, qui est publié le 13 juillet 1999. Sans perdre de temps, le groupe tourne encore une fois le 28 juillet chez Emo à Austin, au Texas, avec le groupe Universal Recovered (d'El Paso) et Schatzi (d'Austin) en ouverture. La tournée fait participer des groupes comme The Get Up Kids et Rage Against the Machine.
En 2000 sort l'album de la consécration et du début de la fin du groupe, Relationship of Command, produit par Ross Robinson, avec notamment Iggy Pop chantant sur Rolodex Propaganda. En janvier 2001, At the Drive-In traverse l'Australie pour jouer au festival Big Day Out. Le mois suivant, At the Drive-In annule les cinq dernières dates de sa tournée européenne, citant la « fatigue mentale et physique » des membres.
En mars 2001 — moins d'un mois avant que leur tournée américaine ne commence le 14 avril — à son pic de popularité et après une tournée mondiale, At the Drive-In se sépare, d'abord à « durée indéterminée ». Ils jouent un dernier concert au club Vera à Groningue le 21 février 2001. Les divergences artistiques et personnelles, et la toxicomanie de Rodriguez-Lopez et Bixler-Zavala contribueront à la séparation du groupe,. Ainsi, dans leur volonté de toujours expérimenter plus loin, Omar Rodríguez et Cedric Bixler créent alors le projet parallèle De Facto, sorte de rock dub, qui donnera naissance au groupe The Mars Volta, sorte de rock psychédélique et expérimental, très différent d'ATDI. Jim Ward, Paul Hinojos et Tony Hajjar forment quant à eux Sparta, aux sonorités proche d'ATDI. En comparant les sonorités de ces deux groupes, les causes de la séparation sont relativement évidentes.

### Première reformation (2009–2012)
En juin 2009, Bixler-Zavala annonce un éventuel retour du groupe. En réponse à Bixler-Zavala, le guitariste Jim Ward lui, explique qu'il n'y aura pas de retour et qu'il ne souhaitera répondre à aucune interview.
At the Drive-in revient finalement à la fin de 2011 et annonce officiellement son retour le 9 janvier 2012. Ils jouent leur premier concert depuis 2001 le 9 avril au Red 7 d'Austin, au Texas, avec Zechs Marquise avant de jouer au Coachella Valley Music and Arts Festival les 15 et 22 avril,. Plus tard dans l'année, At the Drive-in joue aussi à des festivals comme le Lollapalooza, Splendour in the Grass, Fuji Rock et le Reading and Leeds Festival.
Le groupe acquiert aussi les droits de Fearless Records pour rééditer leur catalogue (trois albums studio et l'EP Vaya) et lance son propre label, Twenty-first Chapter. Le nom du label fait référence à l'ouvrage A Clockwork Orange. Rodríguez-López annonce probablement de nouvelles chansons. Néanmoins, le groupe se sépare de nouveau la même année.

### Seconde reformation etin•ter a•li•a(depuis 2016)
Suivant la dissolution de The Mars Volta en 2013, le chanteur Cédric Bixler-Zavala laisse la porte ouverte à une possible réunion d'At The Drive-In.
Le 19 janvier 2016, At The Drive-In annonce sa reformation en vue d'une tournée mondiale mais aussi la sortie de nouveautés musicales, ce que le groupe n'avait plus proposé depuis 2000. Peu avant le premier concert de reformation qui a lieu le mardi 22 mars à Santa Ana, le guitariste Jim Ward annonce qu'il ne poursuit pas l'aventure et ne prendra donc pas part à la tournée. Il est remplacé sur scène par Keely Davis, ancien guitariste du groupe Sparta.[réf. nécessaire]

## Style musical et influences
Le groupe britannique The Fall fait très certainement partie des plus grandes influences du groupe. On pourrait définir leur genre comme un punk très énergique, rapide et émotionnel. On les associe parfois au mouvement emocore, très certainement en raison de la hauteur de la voix de Cedric et des chœurs souvent scandés par un backing vocal très puissant (Jim).

## Membres

### Membres actuels
- Cedric Bixler – chant, guitare (occasionnel), melodica, percussions (1993–2001, 2012, depuis 2016)
- Omar Rodríguez – basse (1996), guitare, chœurs, tambourine (1996–2001, 2012, depuis 2016)
- Paul Hinojos – basse (1996–2001, 2012, depuis 2016)
- Tony Hajjar – batterie (1996–2001, 2012, depuis 2016)
- Keeley Davis – guitare, chœurs (depuis 2016)

### Anciens membres
- Jim Ward – guitare, chant(1993–1996, 1997–2001, 2012), claviers (1998–2001, 2012)
- Kenny Hopper – basse (1994–1995)
- Jarrett Wrenn – guitare (1994–1995)
- Adam Amparan – guitare (1996)
- Ben Rodriguez – guitare (1996–1997)
- Bernie Rincon – batterie (1994, décédé en 1994)
- Davy Simmons – batterie (1995)
- Ryan Sawyer – batterie (1996)

## Discographie

### Albums studio
- 1996 : Acrobatic Tenement
- 1998 : In/Casino/Out
- 2000 : Relationship of Command
- 2017 : In•ter a•li•a

### EP
- 1994 : Hell Paso
- 1995 : ¡Alfaro Vive, Carajo!
- 1997 : El Gran Orgo
- 1999 : Vaya

### Compilation
- 2005 : This Station Is Non-Operational